# Centaurea nigra
Centaurée noire
Espèce
Classification phylogénétique

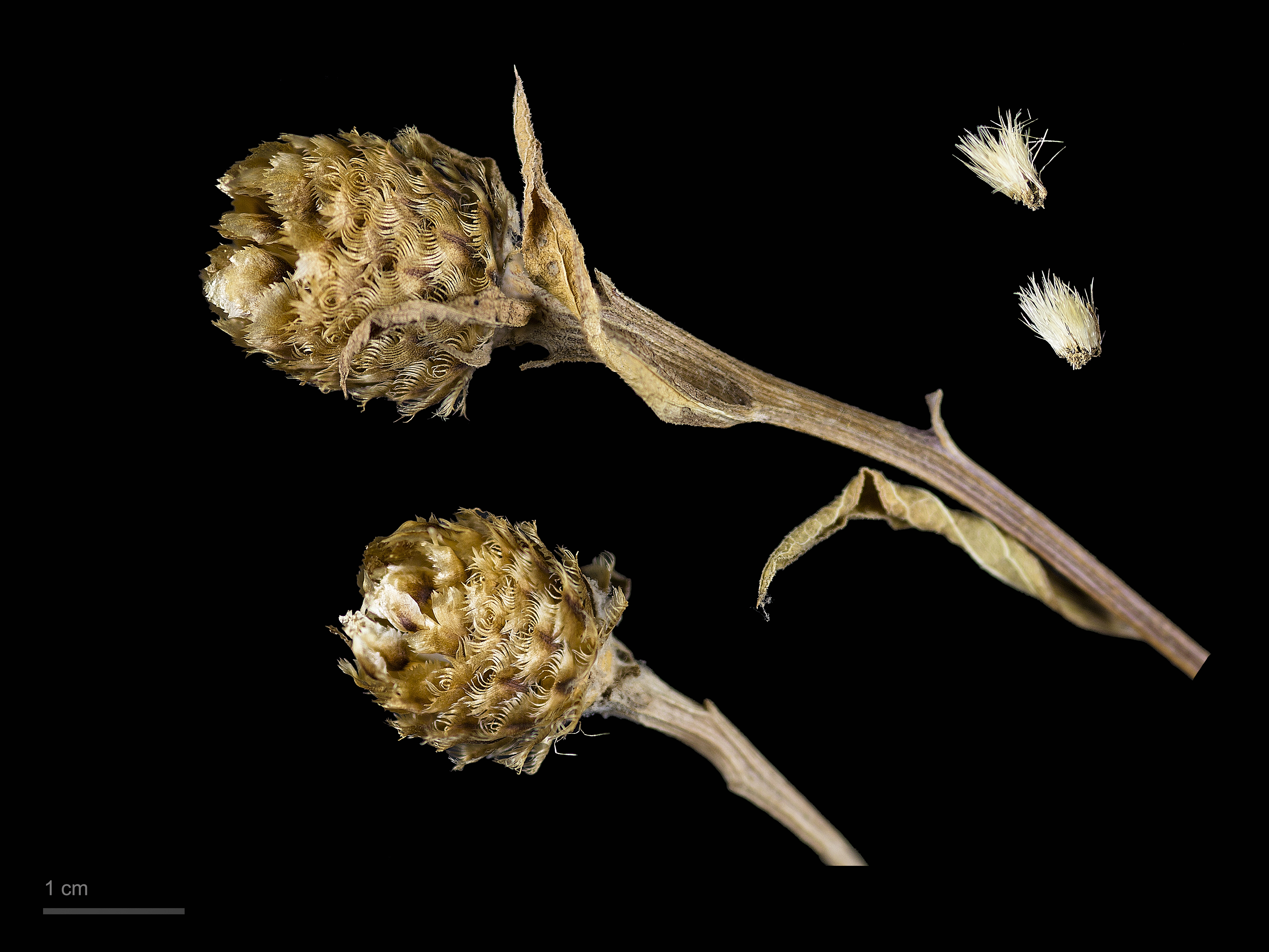
Centaurea nigra au Muséum de Toulouse.

La Centaurée noire (Centaurea nigra) est une espèce de plante à fleurs de la famille des Asteraceae.
Ce sont des plantes herbacées vivaces.

## Culture

### Multiplication
La centaurée noire se multiplie par division des touffes.

## Liste des sous-espèces
Selon Catalogue of Life (4 septembre 2017) :
- Centaurea nigra subsp. aterrima
- Centaurea nigra subsp. carpetana
- Centaurea nigra subsp. gueryi
- Centaurea nigra subsp. nigra
- Centaurea nigra subsp. rivularis